# Терим, Фатих
Фати́х Тери́м (тур. Fatih Terim; род. 4 сентября 1953, Адана) — турецкий футболист и тренер. Выступал на позиции защитника. Главный тренер клуба «Аш-Шабаб».
Является тренером-рекордсменом по количеству побед, одержанных в чемпионате Турции — восемь.

## Игровая карьера
Фатих с раннего детства увлекался футболом и с 10 лет начал заниматься в детской команде клуба из своего родного города «Адана Демирспор». В 1969 году, в возрасте 16 лет Терим дебютировал за основную команду клуба, а уже через год сумел стать игроком стартового состава, выступая на позиции центрального защитника. Большую часть времени клуб выступал в Первой лиге, лишь в 1973 году пробившись в элиту турецкого футбола. К тому времени Терим привлёк внимание стамбульского «Галатасарая», состав которого пополнил летом 1974 года. На протяжении десяти лет Терим был основным игроком команды, которая, однако, в те годы переживала не лучшие времена: на протяжении этого периода «Галатасарай» сумел выиграть лишь два Кубка Турции, а в чемпионате нередко финишировал в середине турнирной таблицы.
С 1975 по 1985 год Терим выступал за сборную Турции, став её капитаном. Однако выступить в финальной части крупного международного турнира сборной так и не удалось.

## Тренерская карьера

### Начало карьеры
После завершения карьеры профессионального футболиста Фатих Терим решил попробовать себя в роли тренера. Однако начало его тренерской карьеры оказалось достаточно скромным — клуб «Анкарагюджю» под его руководством занял 6-е место в чемпионате Турции, а команда Первой лиги «Гёзтепе» не смогла заработать повышения в классе.
После этого, в августе 1990 года Терим возглавил молодёжную сборную Турции, с которой работал на протяжении трёх лет, но каких либо заметных результатов также не добился.

### Сборная Турции
Возглавляя молодёжную сборную страны, Терим одновременно стал помощником главного тренера основной команды Зеппа Пионтека. 27 октября 1993 года Терим сам стал главным тренером сборной Турции, сменив на посту немецкого специалиста. Под его руководством турецкая сборная успешно квалифицировалась на Евро-1996, заняв второе место в отборочной группе и потерпев при этом лишь одно поражение (от сборной Швейцарии со счётом 1:2). Несмотря на то, что в финальной части турнира турки проиграли все три матча (поражения последовали от сборных Хорватии, Португалии и Дании), не забив при этом ни одного гола, работа Терима была признана успешной, поскольку Турция до этого выступала на крупном международном турнире лишь в 1954 году.
17 августа 2005 года Терим во второй раз в карьере возглавил сборную Турции. В оставшихся матчах отборочной группы к чемпионату мира в Германии турецкие футболисты сумели занять второе место в достаточно сложной группе (их соперниками были крепкие команды Украины, Дании и Греции) и выйти в стыковые матчи. Однако, завоевать путёвку на «мундиаль» турки не сумели, уступив по правилу выездного гола сборной Швейцарии.
Несмотря на неудачу, Терим продолжил работу со сборной и сумел вывести её в финальную часть Евро-2008. Выступление подопечных Терима на турнире закончилось сенсацией — ожидаемо уступив в первом матче группового этапа сборной Португалии (0:2), турки одержали две волевые победы над сборными Швейцарии (2:1) и Чехии (3:2), в обоих случаях забивая победные голы в концовке матчей, и вышли в четвертьфинал. В первом матче плей-офф турецкая сборная одержала победу над сборной Хорватии в серии пенальти, сравняв счёт на последних секундах основного времени. Лишь в полуфинале сборная Турции в упорной борьбе со счётом 2:3 уступила сборной Германии.
После этого от Терима ждали успешного выступления со сборной на чемпионате мира, однако на этот раз турки откровенно неудачно выступили в отборочной группе, заняв в ней лишь третье место и не сумев выйти даже в стыковые матчи. В результате, через шесть дней после окончания отборочных матчей, 20 октября 2009 года Терим покинул пост главного тренера национальной сборной.
22 августа 2013 года Терим вновь возглавил сборную, которая терпела неудачу в квалификации на очередной «мундиаль». Под руководством опытного специалиста турки выиграли три матча из четырёх, однако этого оказалось недостаточным даже для того, чтобы приблизиться к стыковым матчам — команда заняла лишь четвёртое место в группе. После этого Терим с большим трудом вывел команду на Евро-2016 (этого удалось добиться лишь за счёт расширения количества участников финального турнира), где она выступила достаточно бледно, несмотря на победу, одержанную над командой Чехии. Отбор на чемпионат мира в России турки также начали под руководством Терима и по итогам шести туров шли на третьем месте в группе, отставая на два очка от команд Хорватии и Исландии. Однако 26 июля 2017 года Терим покинул занимаемый пост по обоюдному согласию сторон.

### «Галатасарай»
Летом 1996 года Фатих Терим впервые в карьере возглавил «Галатасарай». Под его руководством стамбульский клуб вышел на более высокий уровень, впервые в истории выиграв чемпионат Турции четыре раза подряд, при чём дважды сезон заканчивался «золотым дублем». Наиболее успешным для команда стал 2000 год, когда помимо внутреннего триумфа «Галатасарай» совершил настоящий прорыв на международной арене, выиграв Кубок УЕФА — первый еврокубок в истории турецкого футбола. В финале турнира в серии пенальти был обыгран один из сильнейших клубов Европы — лондонский «Арсенал». Именно под руководством Терима на высокий уровень вновь вышел Георге Хаджи, раскрылся бомбардирский талант Хакана Шукюра, а также в основе команды заиграли молодые турецкие футболисты, вошедшие в состав сборной Турции на успешном для неё дальневосточном «мундиале».
После неудачных попыток продолжения тренерской карьеры в Италии, Терим 31 июля 2002 года вернулся в «Галатасарай». Однако на этот раз добиться успеха ему не удалось: в первом своём сезоне после возвращения Терима команда не сумела защитить чемпионский титул, а на следующий год вновь не смогла навязать борьбы своим конкурентам. Ситуацию в клубе усложняли конфликты с руководством, финансовые трудности и неудачная трансферная политика. В результате 24 марта 2004 года Терим был отправлен в отставку, не доработав до конца сезона.
21 мая 2011 года Терим в третий раз в карьере возглавил стамбульский клуб, подписав с ним трёхлетний контракт. На этот раз тренера вновь ждал успех: команда впервые за четыре года вернула себе чемпионский титул, а через год успешно сумела его защитить. Кроме того, «Галатасарай» достаточно ярко выступил в Лиге чемпионов 2012/2013, выйдя в плей-офф турнира и выбив в 1/8 финала немецкий «Шальке 04». Лишь в четвертьфинале подопечные Терима уступили мадридскому «Реалу» (0:3 и 3:2). Следующий сезон «Галатасарай» также начал под руководством Терима, однако 24 сентября 2013 года клуб разорвал контракт с тренером, который месяцем ранее возглавил сборную Турции и отказался продлить соглашение. Незадолго до этого тренер был дисквалифицирован на девять матчей за критику судей.
Наконец, 20 декабря 2017 года Терим в очередной раз был назначен главным тренером «Галатасарая». На тот момент команда располагалась на третьем месте в турнирной таблице, но сумела уверенно провести вторую половину чемпионата и выиграть очередной чемпионский титул. Следующий сезон также оказался успешным для стамбульцев: команда сумела выиграть «золотой дубль» (ставшим третьим в тренерской карьере Терима).

### Итальянские клубы
После европейского успеха «Галатасарая» в 2000 году на Терима обратили внимание клубы итальянской Серии А. Летом 2000 года он подписал контракт с «Фиорентиной». Однако в скором времени после этого у тренера начался конфликт с президентом клуба Витторио Чекки Гори, который, по мнению Терима, не приобрёл ему нужных игроков. После того как Терим заявил, что не собирается продлевать контракт с клубом (он был рассчитан на один год), результаты команды снизились и она расположилась в середине турнирной таблицы. При этом подопечные турецкого специалиста сумели дойти до финала Кубка Италии, но за три месяца до решающего матча, 25 февраля 2001 года Терим покинул пост главного тренера. Уже под руководством Роберто Манчини «фиалки» одержали победу над «Пармой» и выиграли трофей.
Летом 2001 года Терим подписал контракт с «Миланом». Однако работа во главе «россонери» оказалось для Терима одной из самых неудачных в тренерской карьере: под его руководством команда провела лишь 10 туров чемпионата Италии, результаты в которых не впечатляли руководство. В итоге уже 5 ноября 2001 года Терим был уволен, проработав с командой всего пять месяцев.

### «Аш-Шабаб»
27 декабря 2024 года саудовский клуб «Аш-Шабаб» назначил Терима главным тренером, подписав с ним контракт на шесть месяцев с опцией продления еще на один год..

## Достижения

### Игрок
«Галатасарай»
- Обладатель Кубка Турции: 1975/76, 1981/82
- Обладатель Суперкубка Турции: 1982
- Обладатель Кубка премьер-министра Турции: 1975, 1979

### Тренер
«Галатасарай»
- Чемпион Турции (8): 1996/97, 1997/98, 1998/99, 1999/2000, 2011/12, 2012/13, 2017/18, 2018/19
- Обладатель Кубка Турции (3): 1998/99, 1999/2000, 2018/19
- Обладатель Суперкубка Турции (5): 1996, 1997, 2012, 2013, 2019
- Обладатель Кубка УЕФА: 1999/2000
- Итого: 17 трофеев

Сборная Турции
- Средиземноморские игры: 1993
- Бронзовый призёр чемпионата Европы: 2008

### Личные
- 6-е место в списке IFFHS лучших менеджеров Мира (2001)
- 7-е место в списке лучших менеджеров современности по версии журнала World Soccer (2008)
- Лучший тренер Евро 2008 по версии Eurosport
- Golden Foot: 2022 (в номинации «Легенды футбола»)

## Государственные награды
- Командор ордена «Звезда итальянской солидарности» (25 апреля 2007 года)[12]

## Тренерская статистика
| Команда                | Страна      | Начало работы    | Окончание работы | Результаты | Результаты | Результаты | Результаты | Результаты |
| Команда                | Страна      | Начало работы    | Окончание работы | И          | В          | Н          | П          | П %        |
| ---------------------- | ----------- | ---------------- | ---------------- | ---------- | ---------- | ---------- | ---------- | ---------- |
| Анкарагюджю            | Флаг Турции | 20 сентября 1987 | 30 июня 1989     | 75         | 30         | 21         | 24         | 40.00      |
| Сборная Турции (до 21) | Флаг Турции | 1 августа 1990   | 26 октября 1993  | 15         | 6          | 3          | 6          | 40.00      |
| Сборная Турции         | Флаг Турции | 27 октября 1993  | 30 июня 1996     | 32         | 16         | 8          | 8          | 50.00      |
| Галатасарай            | Флаг Турции | 1 июля 1996      | 30 июня 2000     | 199        | 131        | 41         | 27         | 65.83      |
| Фиорентина             | Флаг Италии | 1 июля 2000      | 25 февраля 2001  | 28         | 10         | 11         | 7          | 35.71      |
| Милан                  | Флаг Италии | 1 июля 2001      | 5 ноября 2001    | 13         | 8          | 3          | 2          | 61.54      |
| Галатасарай            | Флаг Турции | 31 июля 2002     | 24 марта 2004    | 81         | 43         | 16         | 22         | 53.09      |
| Сборная Турции         | Флаг Турции | 17 августа 2005  | 20 октября 2009  | 58         | 27         | 17         | 14         | 46.55      |
| Галатасарай            | Флаг Турции | 14 июля 2011     | 25 сентября 2013 | 88         | 53         | 22         | 13         | 60.23      |
| Сборная Турции         | Флаг Турции | 22 августа 2013  | 26 июля 2017     | 43         | 27         | 7          | 9          | 62.79      |
| Галатасарай            | Флаг Турции | 22 декабря 2017  | 10 января 2022   | 176        | 97         | 35         | 44         | 55.11      |
| Всего                  | Всего       | Всего            | Всего            | 808        | 448        | 184        | 176        | 55.46      |

Данные на 8 января 2022 года

## Факты
- Стадион клуба «Истанбул Башакшехир», открытый в 2014 году, был назван в честь Фатиха Терима.
- Старшая дочь Терима Бьюс является достаточно известным блогером: она ведёт свой сайт о моде и здоровом образе жизни, а её аккаунт в Instagram насчитывает более двух миллионов подписчиков.
- В марте 2020 года Терим переболел коронавирусом COVID-19[13].